# Anasinalefe
L'anasinalefe è una figura metrica (un caso particolare di sinalefe): si verifica quando la sillaba eccedente è all'inizio di un verso iniziante per vocale ed entra in sinalefe con l'ultima sillaba del verso precedente. 
Un esempio: Nel cantuccio, zitta, da brava, / Preparava cercine e telo / Pei bimbi che mamma le andava / a ] prendere in cielo (Pascoli, Canti di Castelvecchio, "La figlia maggiore": l'ultimo verso è un quinario e la a iniziale non viene computata per anasinalefe con la vocale del verso precedente).
L'anasinalefe è speculare rispetto all'episinalefe.